# South Dublin
South Dublin (iriska: Áth Cliath Theas) är ett administrativt grevskapsdistrikt i Republiken Irland som bildar en del av det traditionella grevskapet Dublin. South Dublin ligger i den sydvästra delen av huvudstaden Dublin och har sitt administrativa centrum i Tallaght. Det bildades 1985 som ett valdistrikt under namnet Dublin–Belgard.